# Kerstboomverbranding

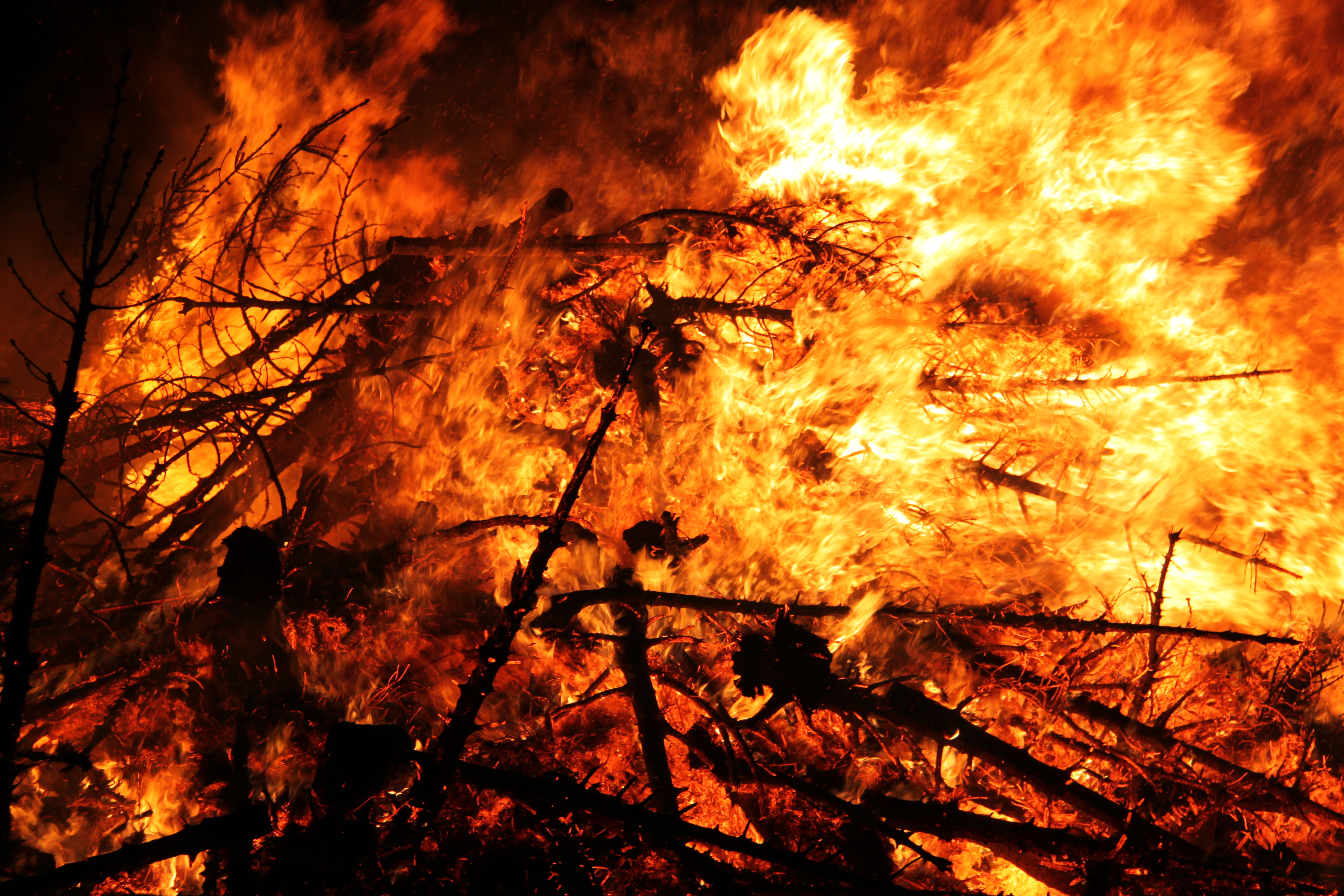
Kerstboomverbranding in De Pinte

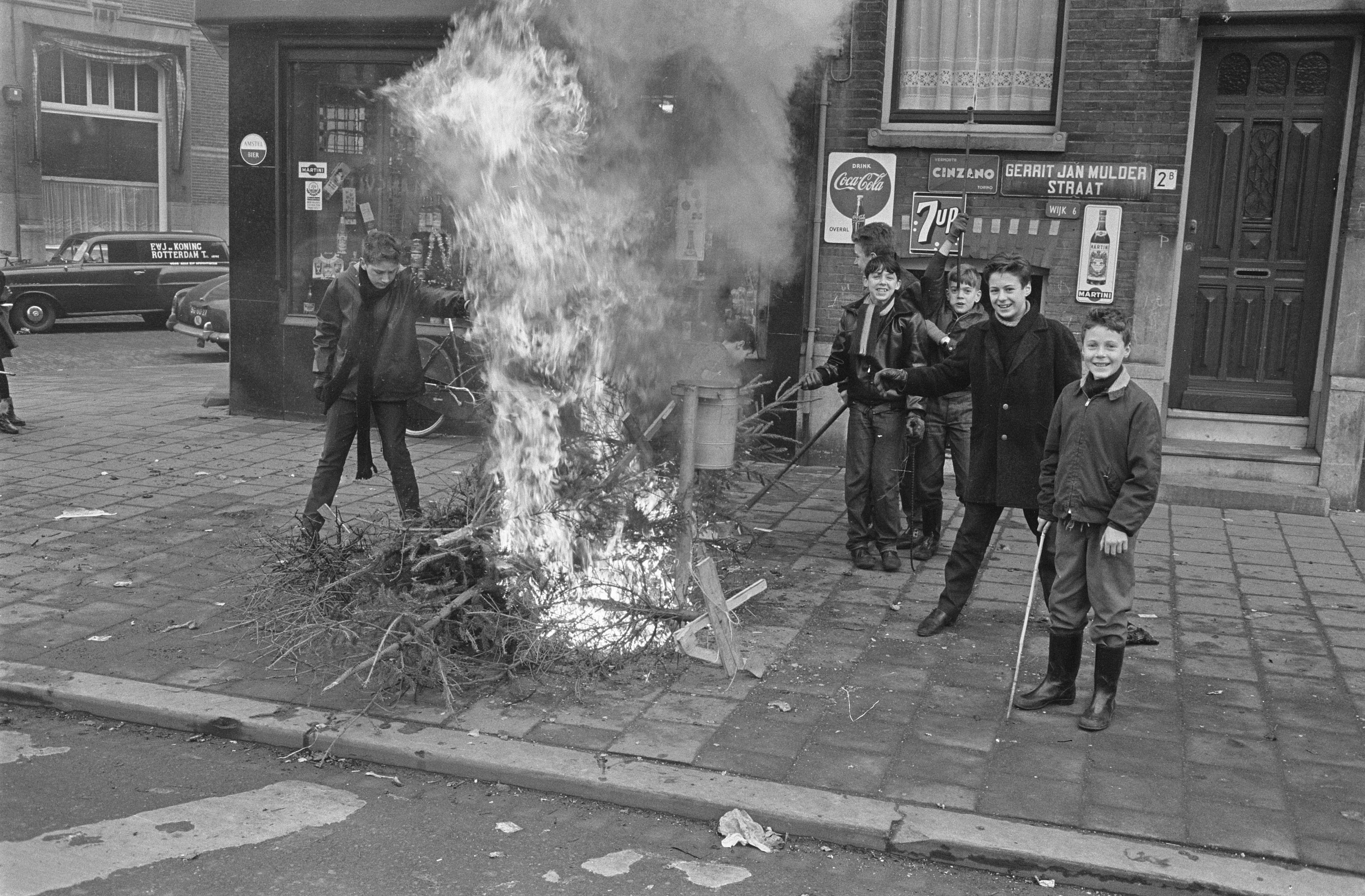
Kerstbomenbrand door Rotterdamse jeugd in 1964

Een kerstboomverbranding is een traditie in het begin van het nieuwe jaar in veel Nederlandse en Belgische gemeenten. De sparren die tijdens de feestdagen als kerstbomen in de huiskamers hebben gestaan, worden dan bijeengebracht en verbrand. Veel kerstboomverbrandingen zijn tegelijk een soort dorps- of buurtfeest.

## Geschiedenis
De kerstboomverbrandingen komen voort uit de eeuwenoude traditie om het nieuwe jaar in te luiden met nieuwjaarsvuren.
De kerstboomverbrandingen zijn naast traditie, ook een manier om de vele kerstbomen na kerstmis op te ruimen. Om die reden, maar vooral ook omdat er in het verleden regelmatig calamiteiten voorkwamen bij spontaan georganiseerde verbrandingen, worden ze meestal door de gemeenten georganiseerd. Aanwezigheid van de brandweer is daarbij gebruikelijk.
Op veel plaatsen zijn het vooral jongeren die overal kerstbomen ophalen en verzamelen, om ze vervolgens in te leveren op een bepaalde plaats. In sommige gevallen levert elke ingeleverde kerstboom bijvoorbeeld een lot op voor een loterij die later op de avond plaatsvindt. Ook ontvangen mensen die een kerstboom inleveren vaak een uitnodiging om aanwezig te zijn bij de kerstboomverbranding. Vroeger was er een ware kerstbomenjacht, een spannende afwisseling in de kerstvakantie.

### Den Haag
In de gemeente Den Haag liepen de voorbereidingen voor de kerstboomverbrandingen en de vuren zelf met name in de jaren 1980 regelmatig uit de hand. Jongemannen in verschillende buurten concurreerden sinds de jaren 1950 met elkaar om zo veel mogelijk afgedankte kerstbomen te verzamelen en een zo groot mogelijk vuur te stoken. Daarbij ontstonden er in de volgende decennia steeds grotere facties en nam de rivaliteit zodanig toe dat er knokploegen werden gevormd om de eigen territoria te verdedigen en kerstbomen – en later alles wat maar kon branden – te 'rausen' (inpikken, meenemen) voor de eigen buurt en uiteindelijk de eigen wijk. Deze vuren konden zo groot en heet worden dat de ruiten van nabijgelegen huizen sprongen. Auto's die te dicht bij de vuurplaats geparkeerd stonden, werden vaak zonder pardon door dronken jongeren op de brandstapel geduwd.
 Ik zou best nog wel een keertje net als vroeger in Moerwijk willen wonen
Na het eten een partijtje voetbal in de tuin, de ouders langs de lijn
In december met de hele buurt op jacht om kerstbomen te rausen
Op oudjaarsavond fikkie stoken, vooral die autobanden rookten fijn

Er werd het hele jaar reikhalzend naar het aansteken van de eigen brandstapel uitgekeken. Voorbereidingen voor oud en nieuw begonnen maanden van tevoren met het verzamelen van allerlei brandbaar materiaal en wapens om dat te bewaken tegen rivalen. De strijd tussen de groepen – die tijdens 'raids' van soms meer dan 100 jongemannen bewapend met knuppels en zelfgemaakte bommen die elkaars kerstbomen probeerden te stelen – en de optredende politie, nam elk jaar zulke grootschalige proporties aan met gewelddadige incidenten dat wel gesproken werd van een 'oorlog'. De materiële schade liep in de miljoenen guldens en zowel bij burgers als politieagenten vielen er tientallen gewonden; sommige jongeren raakten handen kwijt door te vroeg ontplofte zelfgemaakte bommen. 

#### Gereguleerde vreugdevuren
Met veel moeite hebben de autoriteiten ten slotte de praktijk kunnen bijsturen. Begin jaren 1990 spraken zij als compromis af dat er eerst in de wijken op zand en met houten pallets (door de gemeente aangeleverd) in plaats van zeer vervuilende autobanden op gecontroleerde wijze brandstapels voor zogenaamde 'vreugdevuren' mochten worden gebouwd door de verschillende rivaliserende groepen. Ook organiseerde de gemeente muziek- en dansfeesten in tenten op straten waar ook vrouwen, kinderen en ouderen op af kwamen en waardoor er een veel verantwoordelijker sfeer ontstond. Het geweld en de overlast in de wijken nam hierdoor sterk af.
In 1993/94 was dankzij een intensieve campagne van de gemeente de materiële schade van de jaarwisseling al teruggebracht van miljoenen guldens tot enkele tonnen. Vanaf 1994/95 mochten vreugdevuren alleen op 53 vooraf aangewezen locaties worden gesticht, vijf meter breed, vijf meter lang en drie meter hoog, en het gebruik van pallets en autobanden was verboden, maar deze voorwaarden werden soms genegeerd. De politie richtte zich op het tegengaan van de spontane vreugdevuren omdat die de meeste schade deden. De gemeente organiseerde verspreid door de stad 25 feesten, veelal discofeesten in tenten. Er werden ook voor het eerst vreugdevuren gebouwd op het strand bij Scheveningen-Dorp. In 2009 waren er vier toegestane vreugdevuren in Den Haag, in 2010 zes.